# Ізабелла Берд
Ізабе́лла Люсі́ Берд (англ. Isabella Lucy Bird; 15 жовтня 1831 — 7 жовтня 1904) — британська дослідниця XIX століття, письменниця і натуралістка.

## Біографія
Народилася у Боробриджі, Йоркшир, 15 жовтня 1831 року у родині священника, зросла у Таттенголлі, Чешир. У дитинстві багато хворіла, але з ранніх років відрізнялася жагою до мандрівок. Почала подорожувати, коли їй виповнилося двадцять два роки, відправившись спочатку в Америку до родичів, щоб поліпшити здоров'я. Свою подорож туди вона описала в анонімній книзі «The Englishwoman in America» («Англійка в Америці»), опублікованій у 1856 році. Через рік вона поїхала у Канаду, потім до Шотландії.
У 1868 році вона переїхала до сестри на острів Малл, але знову почавши відчувати проблеми зі здоров'ям, покинула Британію у 1872 році.
Її першою подорожжю після 1872 року стала поїздка в Австралію, другою — на Гавайські острови (що описує її друга книга). Потім вона знову вирушила у США, подорожувала Колорадо та Скелястими горами, а після — країнами Азії: Китаєм, Японією та Південно-Східною Азією (відвідала сучасний В'єтнам, Малайзію, Сінгапур).
У 1880 році, коли її сестра померла від тифу, вона вийшла заміж за лікаря Джона Бішопа та повернулася до Британії, але у 1886 році, коли її чоловік помер, а її здоров'я знову погіршилось, вона знову вирушила в подорож — на цей раз як місіонерка в Індію. Пробувши там три роки, у 1889 році вона відправилася у Тибет, а звідти — у Персію, Курдистан й Османську імперію. Її останньою великою подорожжю стала поїздка у 1897 році до Китаю та Кореї, де вона подорожувала берегами річок Хуанхе та Янцзи, однак найостаннішою стала подорож до Марокко у 1901 році, де вона проїхала тисячу миль разом з берберами пустелею та горами Атласу опинилася на прийомі у султана. Берд померла в Единбурзі у 1904 році, плануючи нову поїздку до Китаю.
Майже кожну зі своїх подорожей Берд описала в книгах. Найбільш відомі її роботи: «Unbeaten tracks in Japan» (1880, 2 томи), «Journeys in Persia and Kurdistan» (1891, 3 томи), «Among the Tibetans» (1894), «Korea and her Neighbours» (1898, 2 томи), «The Yangtze Valley and Beyond» (1899), «Chinese Pictures» (1900). У 1892 році вона стала першою жінкою-членом Королівського географічного товариства Великої Британії.